# 顺丰航空
顺丰航空有限公司是中国首家民营货运航空公司，由顺丰控股股份公司100%控股。2008年经中國民用航空局批准筹建，2009年12月31日成功进行首航。顺丰航空是目前中国国内最大的货运航空公司，主运营基地设在深圳宝安国际机场，并以鄂州花湖国际机场作为主枢纽机场，以深圳、杭州、北京、成都机场为区域枢纽机场，构建“1+4”模式。

## 机队

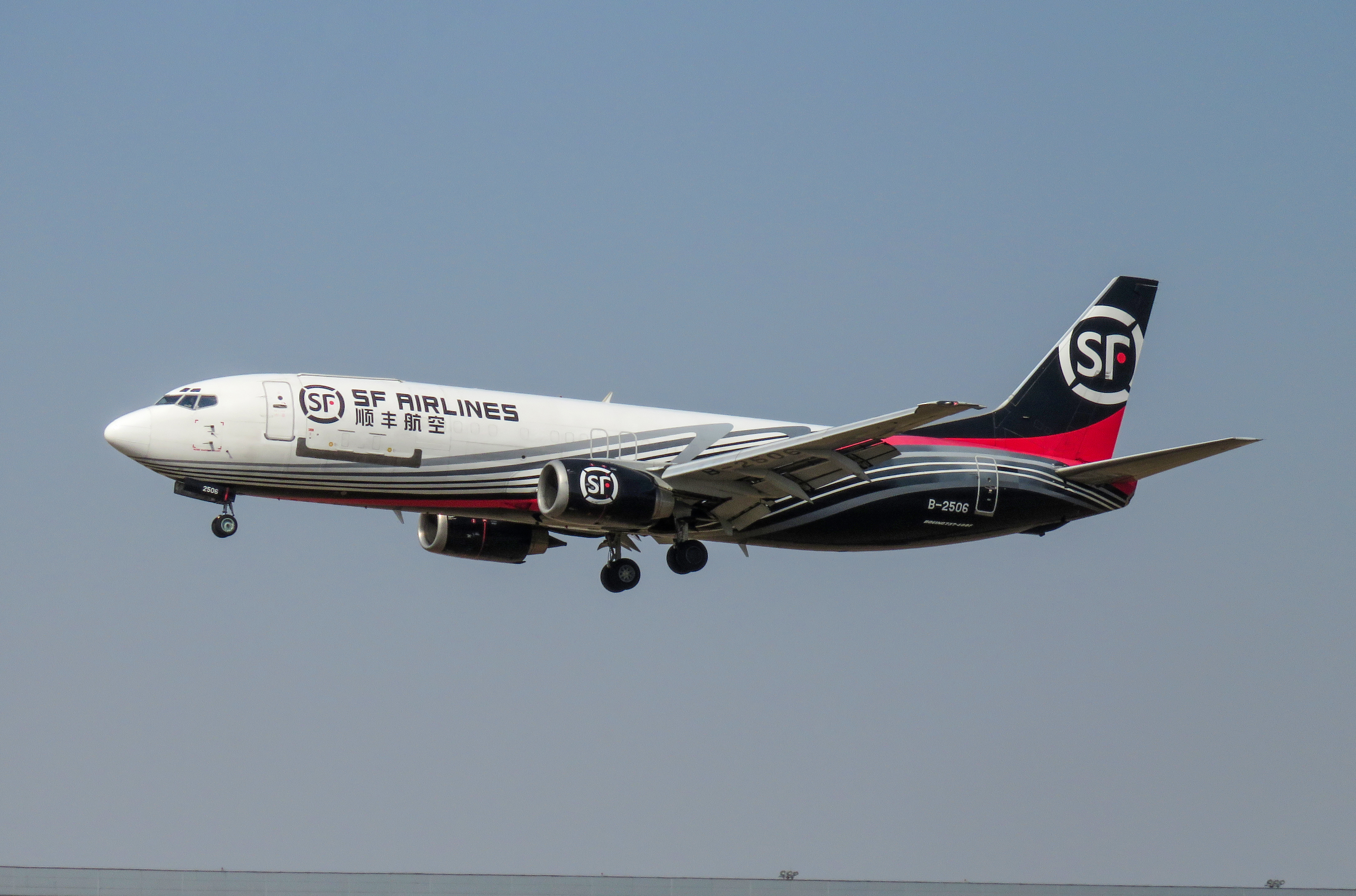
顺丰航空波音737-400F正在降落于北京首都国际机场

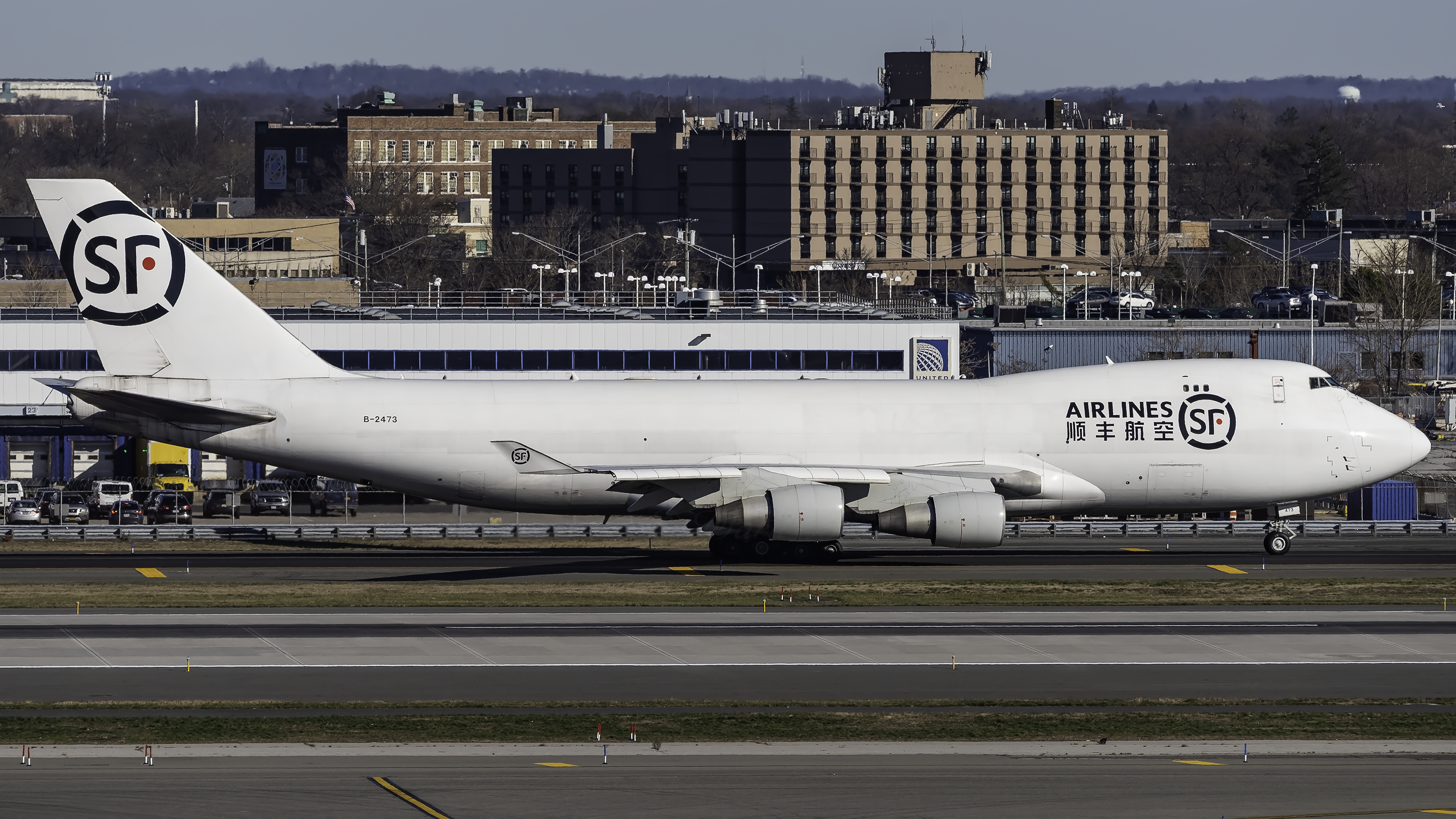
顺丰航空波音747-400F于约翰·肯尼迪国际机场

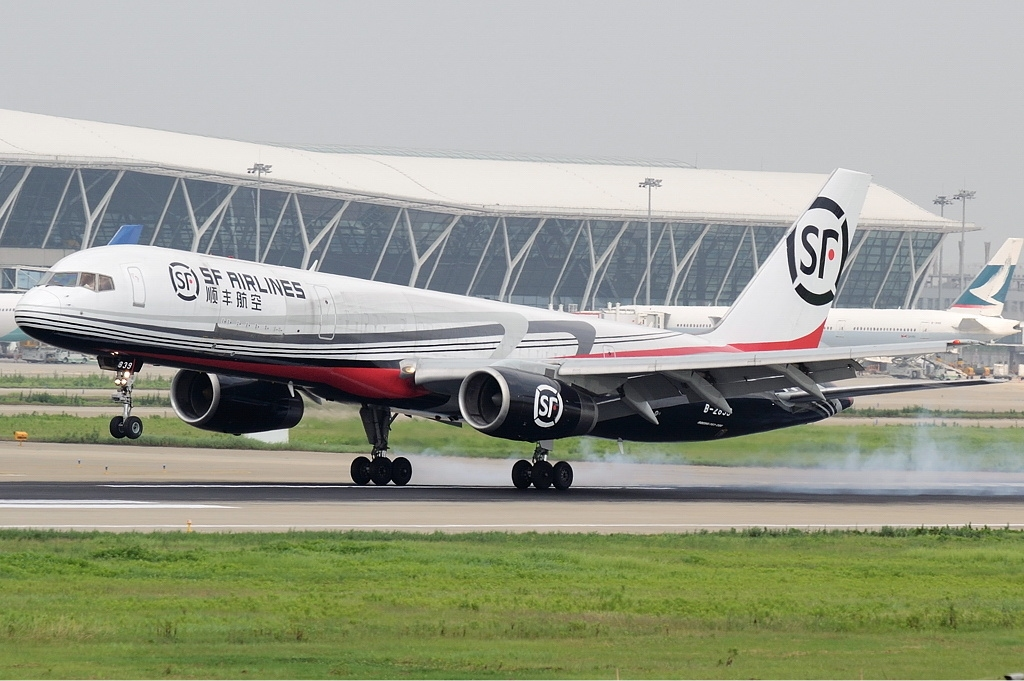
順丰航空波音757-200F在上海浦东国际机场起飞

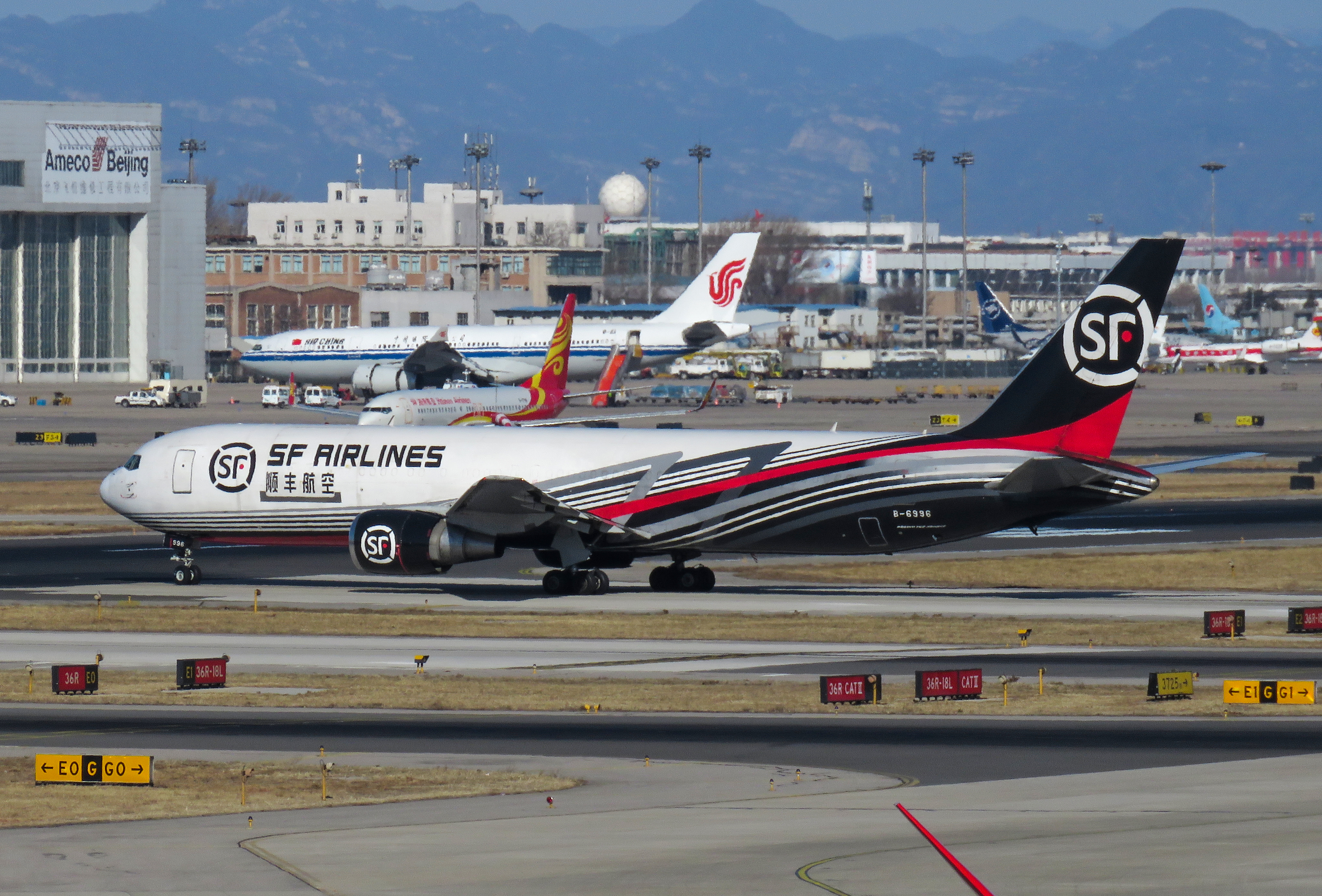
顺丰航空波音767-300BCF

## 航点
截至2021年，顺丰航空有全货机航线111条（国际航线37条），全年航班5.78万班次，发货量98万吨，拥有航权时刻覆盖53个国内航点和35个国际/地区航点，包括：
- 国内航点：深圳、杭州、北京、广州、上海、成都、西安、武汉、合肥、郑州、宁波、温州、南通、无锡、厦门、南昌、乌鲁木齐、兰州、昆明、揭阳、贵阳、济南、南京、重庆、石家庄、长沙、沈阳、哈尔滨、泉州、大连、天津、长春、呼和浩特、潍坊、福州、南宁、青岛、太原等。
- 国际及港澳台航点：台北、香港、大阪、新加坡、吉隆坡、胡志明市、德里、金奈、达卡、法兰克福、列日、纽约、洛杉矶等。